# Trichoglossus rosenbergii
El lori de Biak (Trichoglossus rosenbergii) es una especie de ave paseriforme de la familia Psittaculidae endémica de las islas Biak y Supiori, en el noroeste de Nueva Guinea. El nombre científico de la especie conmemora al naturalista alemán Hermann von Rosenberg.